# Regiunea Sava
Regiunea Sava este o regiune situată în nordul Madagascarului. Reședința sa este orașul Sambava. Până în 2009, Sava a aparținut provinciei Antsiranana. Regiunea este situată în partea de nord a coastei de est a Madagascarului. Se învecinează cu regiunea Diana la nord, Sofia la vest, și Analanjirofo la sud. În 2018, populația sa era de 1.123.013 locuitori iar suprafața totală este de 25.518 km2 (9.853 mi2). Regiunea conține zone sălbatice, cum ar fi Parcul Național Marojejy.
Numele regiunii este compus din literele inițiale ale celor patru orașe principale: Sambava, Antalaha,  Iharana (Vohimaro) și Andapa. Fiecare dintre aceste orașe își revendică Capitala mondială a Vaniliei, un condiment din care regiunea este cel mai mare producător din lume (în special soiul de vanilie Bourbon foarte căutat).
Importanța economică a cultivării vaniliei în regiunea Sava a încurajat reconstrucția drumului care leagă orașele, denumit Route de la vanille (Ruta vaniliei), în a doua jumătate a anului 2005. Cu toate acestea, din cauza fluctuațiilor volatile ale prețului vaniliei, la rândul lor adesea cauzate de cicloanele dramatice care apar în sud-vestul Oceanului Indian, mulți fermieri săraci de vanilie din regiunea Sava au fost forțați periodic să recurgă la cea mai mare parte exploatarea forestieră ilegală în Madagascar a abanosului, palisandrului și a lemnului de trandafir.

## Diviziuni administrative
Regiunea Sava este împărțită în patru districte, care sunt subdivizate în 75 de comune:
- Districtul Andapa - 17 comune
- Districtul Antalaha - 14 comune
- Districtul Sambava - 25 comune
- Districtul Vohemar (alias Districtul Iharana) - 19 comune

## Transport

### Aeroporturi
- Aeroportul Andapa
- Aeroportul Antalaha
- Aeroportul Doany
- Aeroportul Sambava
- Aeroportul Iharana

## Arii protejate
- Loky Manambato Noua arie protejată
- Makirovana Tsihomanaomby Noua arie protejată
- Parcul Național Marojejy
- Parte din Parcul Național Masoala
- Rezervația Anjanaharibe-Sud
- Parte din Parcul Natural Makira
- Parte din COMATSA Avaratra Noua arie protejată
- Parte din COMATSA Atsimo Noua arie protejată
- Parcul Macolline (privat) [3]

## Râuri
Principalele râuri din regiunea Sava sunt (de la nord la sud):
- Râul Manambato
- Râul Manambaty
- Râul Fanambana
- Râul Bemarivo
- Râul Androranga
- Râul Lokoho
- Râul Oniv
- Ankavanana